# Валашске-Клобоуки
Валашске-Клобоуки (чеськ. Valašské Klobouky, колишнє нім. Wallachisch Klobauk) — місто на південному сході Чехії в історичній області Моравія і Моравська Валахія, розташований у Злінському краї, в окрузі Злін, за 27 км на південний схід від столиці краю, м. Злін.
Знаходиться в районі північного краю ландшафтного заповідника Білі Карпати, оголошеного ЮНЕСКО в 1996 році біосферним заповідником.
У складі міста 3 районних громади - Липина, Мірошов і Смоліна.

## Історія
Перша згадка в 1341 році. У 1356 році отримав статус міста.
За легендою, місто отримало свою назву від капелюхів (клобуків), якими знать, виходячи на полювання, позначала улюблений колодязь, який знаходився на місці сьогоднішнього фонтану. Коли згодом тут було засновано поселення, вони називали його Капелюхами. З 1885 року місто використовує свою нинішню назву Valašské Klobouky.
У XIV-XV століттях Валашке-Клобоуке отримало низку привілеїв. У 1356 році воно одержало міське право, змогло відкрити ринок. З 16 століття Валашке-Клобоуке  згадуються як місто.
Під час великої пожежі 1896 р. згоріло більше половини міста. Тим ціннішими є три збережені дерев'яні будинки, які пережили пожежу і досі стоять у безпосередній близькості від площі, при дорозі в напрямку Брумова-Бильниці. В одному з них знаходиться штаб-квартира екологічного об’єднання Косенка.
Після 1960 року до міста поступово приєднали сім муніципалітетів. Однак у 1990 р. розпочався протилежний процес розпаду муніципалітетів. Поступово чотири села стали незалежними.

## Населення
| Рік  | Чисельність | Чисельність |
| ---- | ----------- | ----------- |
| 1869 | 3364        | [ 6 ]       |
| 1880 | 3509        | [ 6 ]       |
| 1890 | 3764        | [ 6 ]       |
| 1900 | 3689        | [ 6 ]       |
| 1910 | 3727        | [ 6 ]       |
| 1921 | 3446        | [ 6 ]       |
| 1930 | 3364        | [ 6 ]       |

| Рік  | Чисельність | Чисельність |
| ---- | ----------- | ----------- |
| 1950 | 3363        | [ 6 ]       |
| 1961 | 4026        | [ 6 ]       |
| 1970 | 4218        | [ 6 ]       |
| 1980 | 4692        | [ 6 ]       |
| 1991 | 5028        | [ 6 ]       |
| 2001 | 5191        | [ 6 ]       |
| 2014 | 5039        | [ 7 ]       |

| Рік  | Чисельність | Чисельність |
| ---- | ----------- | ----------- |
| 2016 | 4995        | [ 8 ]       |
| 2017 | 4975        | [ 9 ]       |
| 2018 | 4955        | [ 10 ]      |
| 2019 | 4951        | [ 11 ]      |
| 2020 | 4946        | [ 12 ]      |
| 2021 | 4918        | [ 13 ]      |
| 2021 | 4707        | [ 14 ]      |

| Рік  | Чисельність | Чисельність |
| ---- | ----------- | ----------- |
| 2022 | 4839        | [ 15 ]      |
| 2023 | 4868        | [ 16 ]      |
| 2024 | 4880        | [ 17 ]      |
| 2025 | 4864        | [ 4 ]       |

| Рік  | Чисельність | Чисельність |
| ---- | ----------- | ----------- |
| 1869 | 3364        | [ 6 ]       |
| 1880 | 3509        | [ 6 ]       |
| 1890 | 3764        | [ 6 ]       |
| 1900 | 3689        | [ 6 ]       |
| 1910 | 3727        | [ 6 ]       |
| 1921 | 3446        | [ 6 ]       |
| 1930 | 3364        | [ 6 ]       |

| Рік  | Чисельність | Чисельність |
| ---- | ----------- | ----------- |
| 1950 | 3363        | [ 6 ]       |
| 1961 | 4026        | [ 6 ]       |
| 1970 | 4218        | [ 6 ]       |
| 1980 | 4692        | [ 6 ]       |
| 1991 | 5028        | [ 6 ]       |
| 2001 | 5191        | [ 6 ]       |
| 2014 | 5039        | [ 7 ]       |

| Рік  | Чисельність | Чисельність |
| ---- | ----------- | ----------- |
| 2016 | 4995        | [ 8 ]       |
| 2017 | 4975        | [ 9 ]       |
| 2018 | 4955        | [ 10 ]      |
| 2019 | 4951        | [ 11 ]      |
| 2020 | 4946        | [ 12 ]      |
| 2021 | 4918        | [ 13 ]      |
| 2021 | 4707        | [ 14 ]      |

| Рік  | Чисельність | Чисельність |
| ---- | ----------- | ----------- |
| 2022 | 4839        | [ 15 ]      |
| 2023 | 4868        | [ 16 ]      |
| 2024 | 4880        | [ 17 ]      |
| 2025 | 4864        | [ 4 ]       |

|  |

## Поріднені міста
- Пруське, Словаччина
- Зелів, Польща

## Галерея

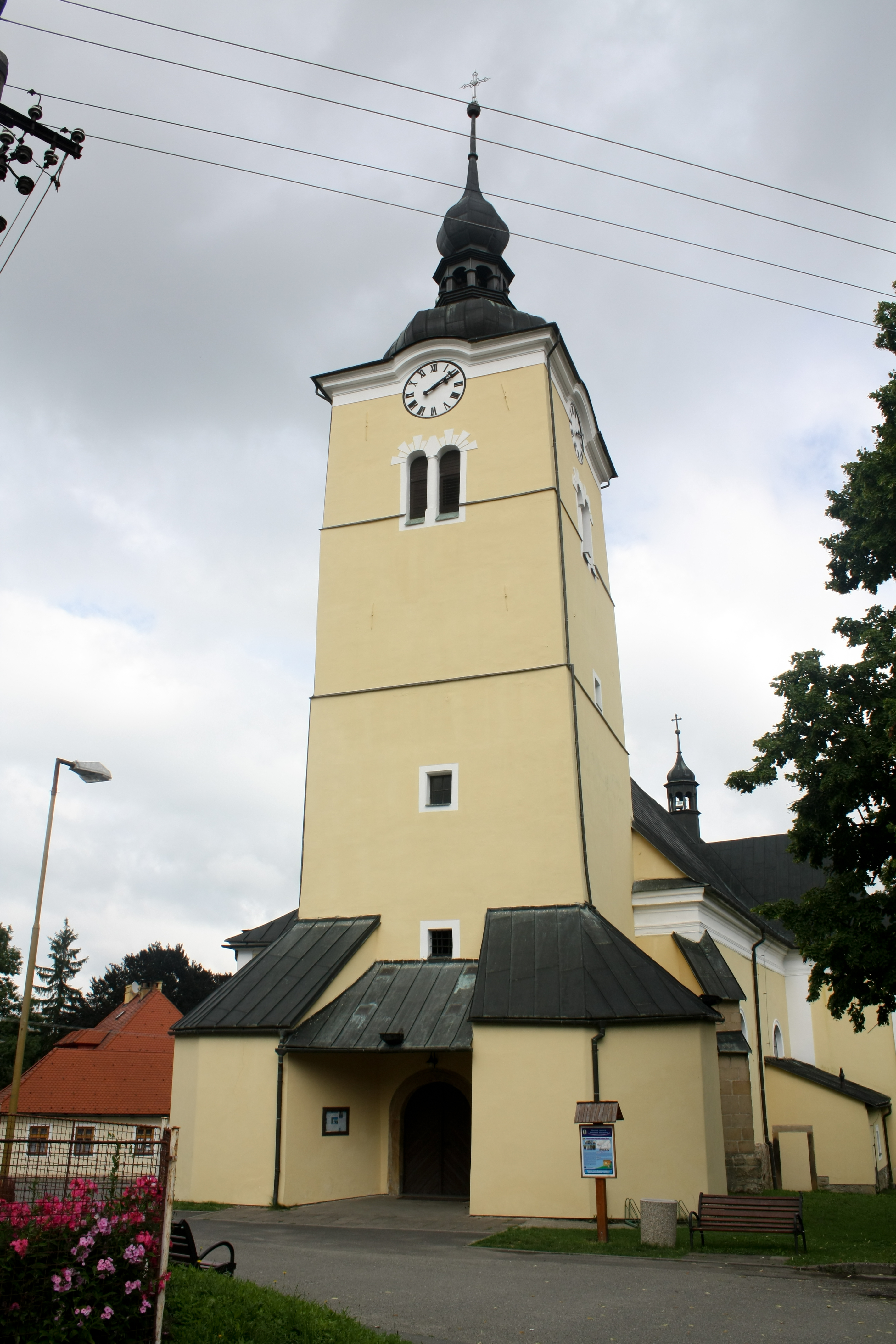
Костел
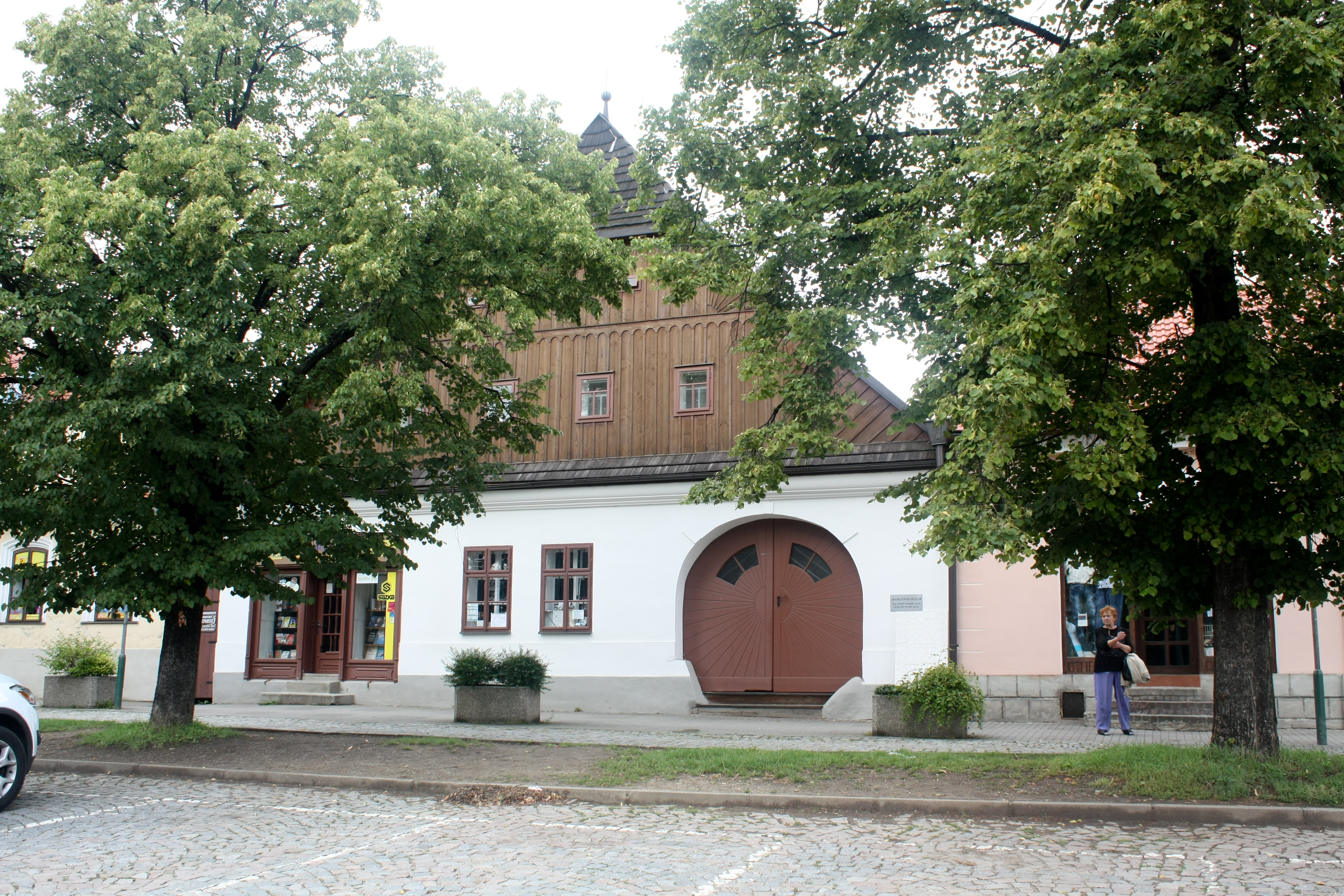
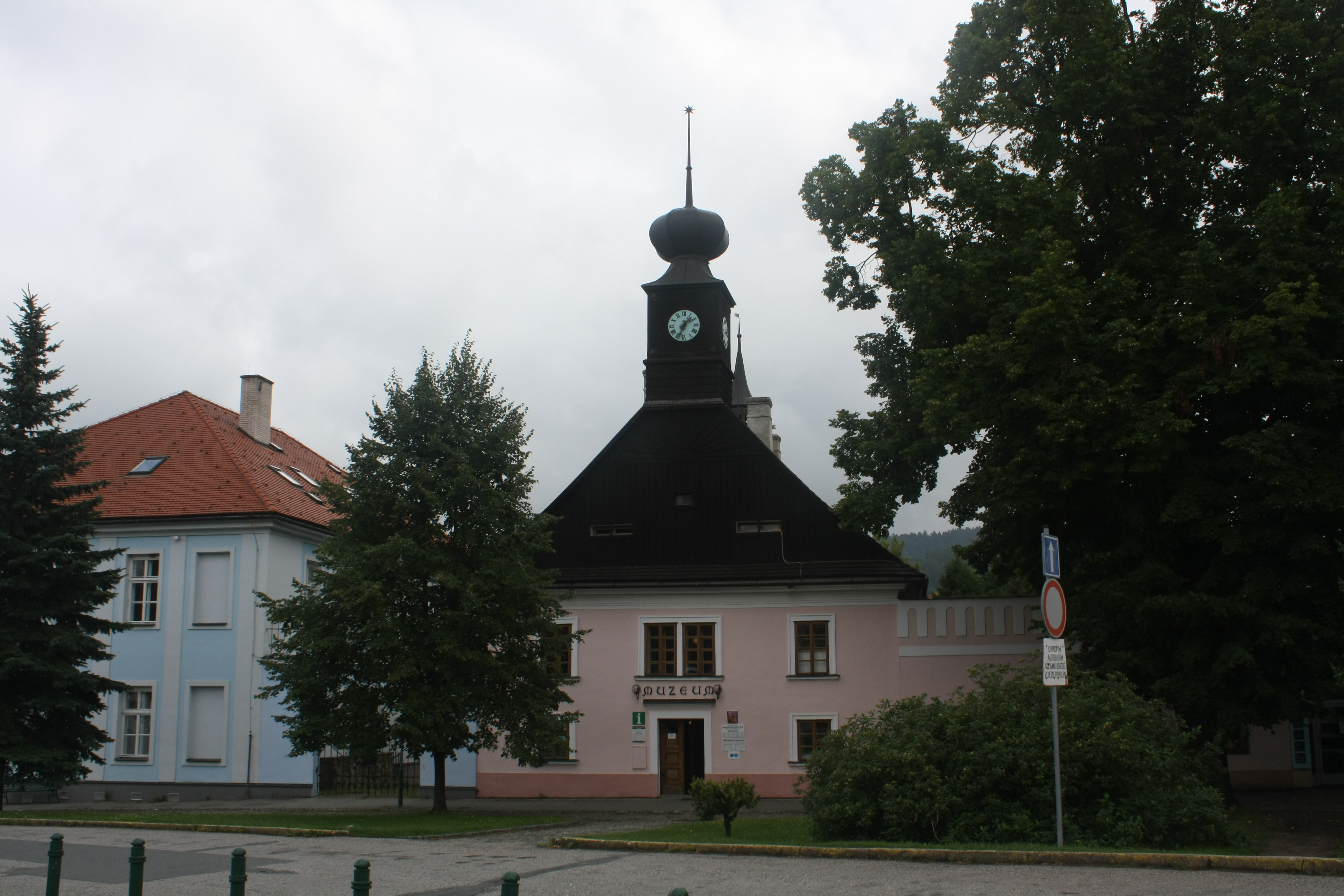
Музей
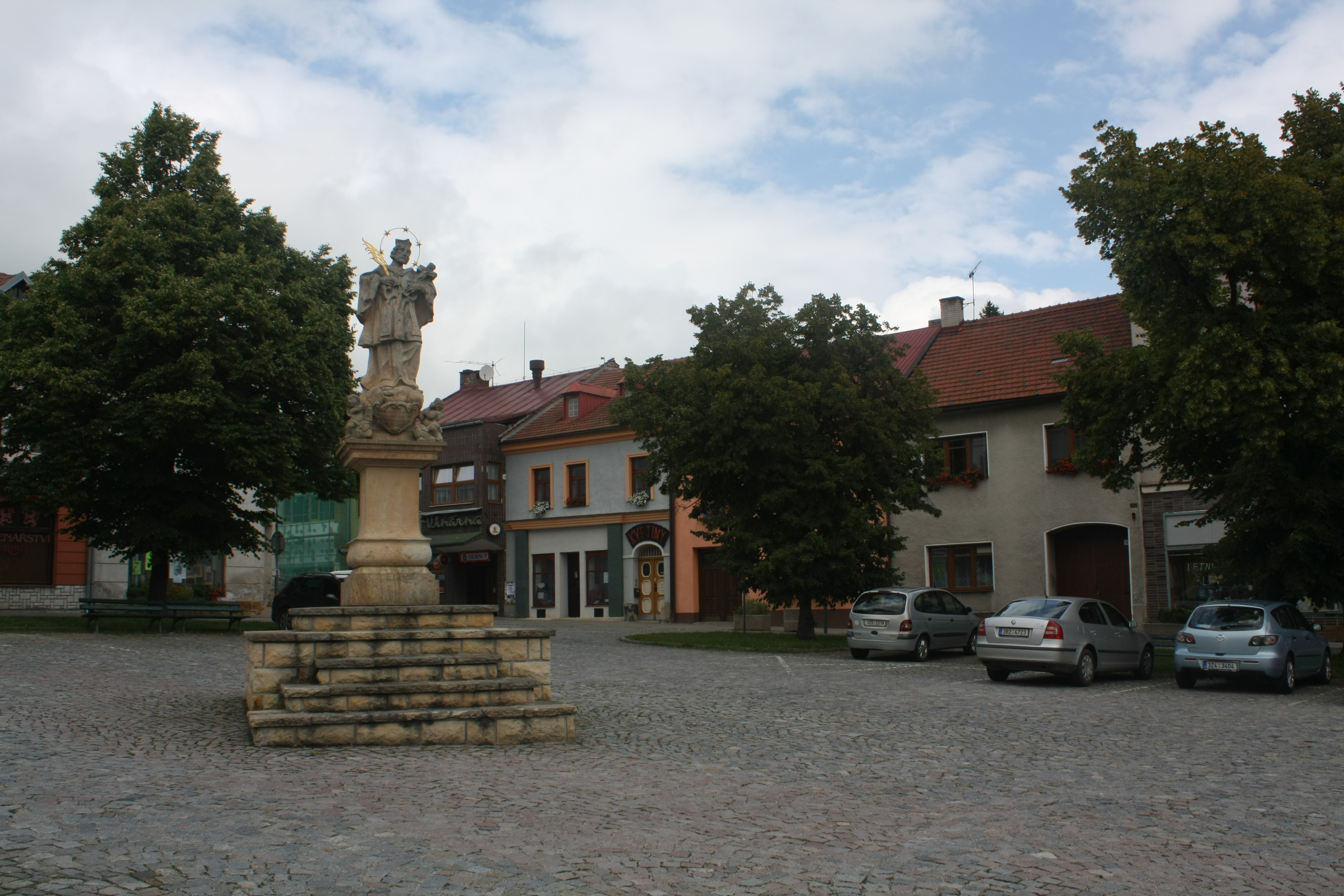
Міська площа і пам'ятник Яну Непомуцькому